# 文瑞 (克什克特恩氏)
文瑞（？—1861年），克什克特恩氏，蒙古鑲藍旗人，荊州駐防，清朝軍事將領。
文瑞由驍騎校從軍，跟隨征戰湖北、安徽，累擢至江西撫標中軍參將。咸豐十年（1860年），赴援浙江，攻克餘杭，以總兵記名。后解除湖州之圍，賜號唐木濟特依巴圖魯。授處州鎮總兵，進剿金華。太平天國軍圍困浦江，文瑞堅守數月后才撤退，詔免其處分。此後回援杭州，入城助守，城破后陣亡，追贈予騎都尉兼雲騎尉世職，諡果毅。